# Хлебниково (Калининградская область)
Хлебниково (до 1938 — Шилленинген (нем. Schilleningken), до 1946 — Эбертанн (нем. Ebertann)) — посёлок в Краснознаменском муниципальном округе Калининградской области России.

## География
Находится в северо-восточной части Калининградской области, в зоне хвойно-широколиственных лесов, в пределах Шешупе-Инстручской равнины, при реке Чёрная, у автодороги 27К-105.

### Климат
Климат характеризуется как переходный от морского к умеренно континентальному. Среднегодовая температура воздуха — 8,3 °C. Средняя температура воздуха самого холодного месяца (января) — −0,9 °C; самого тёплого месяца (июля) — 18,5 °C. Годовое количество атмосферных осадков — 883 мм, из которых 586 мм выпадает в период с апреля по октябрь.

## История
В 1938 году Шилленингкен был переименован в Эбертан.
В 1946 году Эбертан был переименован в посёлок Хлебниково.
19 января 1945 года Эбертан был взят воинами 184-й стрелковой дивизии 45-го стрелкового корпуса 5-й армии.
В период с 2008 по 2016 годы входило в состав Весновского сельского поселения Краснознаменского района, с 2016 по 2022 годы — в состав Краснознаменского городского округа.

## Население
| 1867 | 1885 | 1910 | 1933 | 1939 | 2002 | 2010 |
| ---- | ---- | ---- | ---- | ---- | ---- | ---- |
| 348  | ↗362 | ↗415 | ↘328 | ↘320 | ↗322 | ↗329 |

## Инфраструктура
Личное подсобное хозяйство с зоной сельскохозяйственного использования, индивидуальная застройка усадебного типа.

## Транспорт
Остановка общественного транспорта «Хлебниково» при въезде в посёлок.